# Фасоль (станция помех радиоэлектронного подавления)
«Фасоль» — общее название авиационной станции постановки помех радиоэлектронного подавления групповой защиты СПС-5 и её модификаций.
Комплекс разработан в ЦНИИ-108 под руководством А. А. Зиничёва и Е. М. Климкина, а производством занимался «Алтайский геофизический завод» в Барнауле.

## Назначение
Станция предназначена для создания заградительных помех РЛС дальнего обнаружения и наведения в диапазоне метровых волн. В качестве генератора шума применялся тиратрон ГШ-101.

## Принцип действия
Станции «Фасоль» не являются автоматическими, и приводятся в действие на заданном участке маршрута с пульта в кабине пилотов штурманом (оператором). Управление, в зависимости от задания на полёт, происходит при помощи четырех сменных передатчиков разных литеров, отличающихся параметрами генерируемого излучения. Для создания заградительных помех для РЛС дальнего обнаружения и наведения станции выдают прямошумовую помеху с шириной спектра сигнала 20 МГц на уровне 0,25 по мощности в диапазоне метровых волн (1,2 — 2,1 м для СПС-5 и 2,6 — 3,1 м для СПС-5М). Данная помеха позволяет маскировать самолет на экранах РЛС засветкой в одном или нескольких секторах обзора.

## Носители
Ан-12Б-И
- Первыми носителями станций «Фасоль» стали 7 самолетов типа Ан-12, переоборудованные в 1964 году в вариант Б-И[1].

Ан-12ПП
- В 1968 году начался выпуск самолётов для прикрытия подразделения ВТА, которые оснащались комплексом постановки помех, состоящим из двух групп аппаратуры. В первую группу вошли станции «Букет», «Фасоль», «Автомат-3»; во вторую группу вошли станции «Резеда» и АСО-2Б-126[2]. Всего в модификации ПП на Ташкентском АПО было построено 27 самолетов[3].

Ан-12БК-ИС

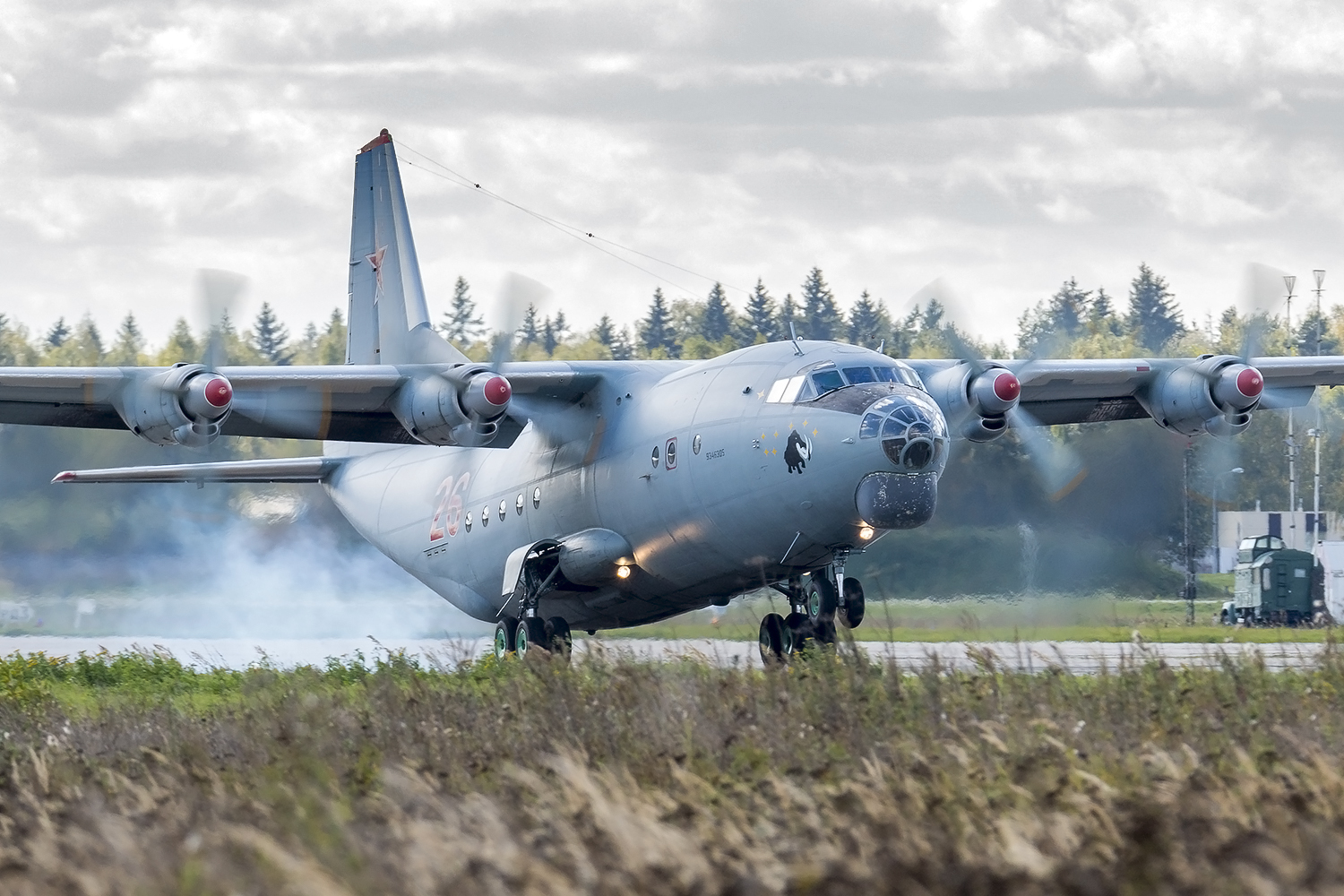
Ан-12БК-ППС

- В 1970 году для эффективного противодействия РЛС подсвета и сопровождения целей MIM-23 Hawk и MIM-14 Nike-Hercules, а также авиационным управляемым ракетам с полуактивными радиолокационными головками самонаведения[1] началось переоборудование 45 самолётов Ан-12 в вариант БК-ИС. В фюзеляж были установлены две модернизированные станции «Фасоль» и закреплены снаружи четыре контейнера со станциями «Сирень-Д»[2]. Также с 1970-х годов начался серийный выпуск постановщика помех модификации ППС, на который установили станции «Фасоль», «Букет» и автоматы АСО-2И с инфракрасными помеховыми патронами[3].

Ми-8ППА
- К концу 1970-х годов на базе вертолёта Ми-8 был создан вертолёт-постановщик помех, в состав оборудования которого были включены три спаренных станции постановки помех СПС-5М2[4]. Решётчатые антенны станции установили на задней части фюзеляжа[5]. Станции служили для генерирования заградительных прямошувых помех для РЛС дальнего обнаружения и наведения[4].

Ми-8МТПИ
- В постановщике помех на базе вертолёта Ми-8МТ использовался СПС-5М3[источник?].

Ту-16П
- Станции СПС-5 устанавливалась на постановщиках помех дальней авиации на базе самолёта Ту-16[5].

Ту-16Е «Азалия»
- На данной модификации станции СПС-5 устанавливались в комплексе с СПС-64, СПС-65 или СПС-66[6].

Ту-22П
- На самолётах типа Ту-22П использовалась аппаратура «Фасоль», в частности: на модификации П1 станция СПС-5М размещалась в контейнере; на модификации П2 использовался один полукомплект СПС-5М или полный комплект СПС-5 в контейнере; на модификациях П4, П6 использовались по два полукомплекта СПС-5 в контейнере; на модификациях П7 использовались два полукомплекта СПС-5М в контейнере[7].

Як-28ПП
- Станция СПС-5-28 устанавливалась на постановщик помех на базе Як-28[8].

## Оценка проекта
Первые модели станции «Фасоль» имели ряд недостатков: ручной режим работы; недостаточно эффективное использование мощности станций, так как РЛС кругового обзора подавлялись только тогда, когда диаграмма направленности ее антенны была направлена в сторону передатчика помех, и требовалась заранее знать её рабочие частоты; невозможность эффективно противодействовать новым системам ПВО с моноимпульсным и квазинепрерывным излучением, появившемся на вооружении вероятного противника.
Рост мощности станций «Фасоль» и «Букет» привел к тому, что их работа стала нарушать и собственную радиосвязь между самолётами в группе и наземными пунктами; приводила к нарушению работы радиокомпасов и электросистемы. Также СВЧ-излучение станций оказывало негативное влияние на здоровье экипажей и работу бортового оборудования самолётов.
Министр радиопромышленности СССР Валерий Калмыков высказывался в отношении станции «Фасоль» так: «Единственное, что они могут делать, — это создавать помехи работе нашего министерства».